# Rise Like a Phoenix
Rise Like a Phoenix ist ein Lied des Autorenteams Julian Maas, Charlie Mason, Joey Patulka und Alexander „Ali“ Zuckowski in englischer Sprache. Der Songtitel bezieht sich auf das aus der Mythologie bekannte Motiv des „Phönix aus der Asche“. In der Interpretation von Conchita Wurst wurde Österreich mit dem Stück Sieger des Eurovision Song Contests 2014.

## Geschichte

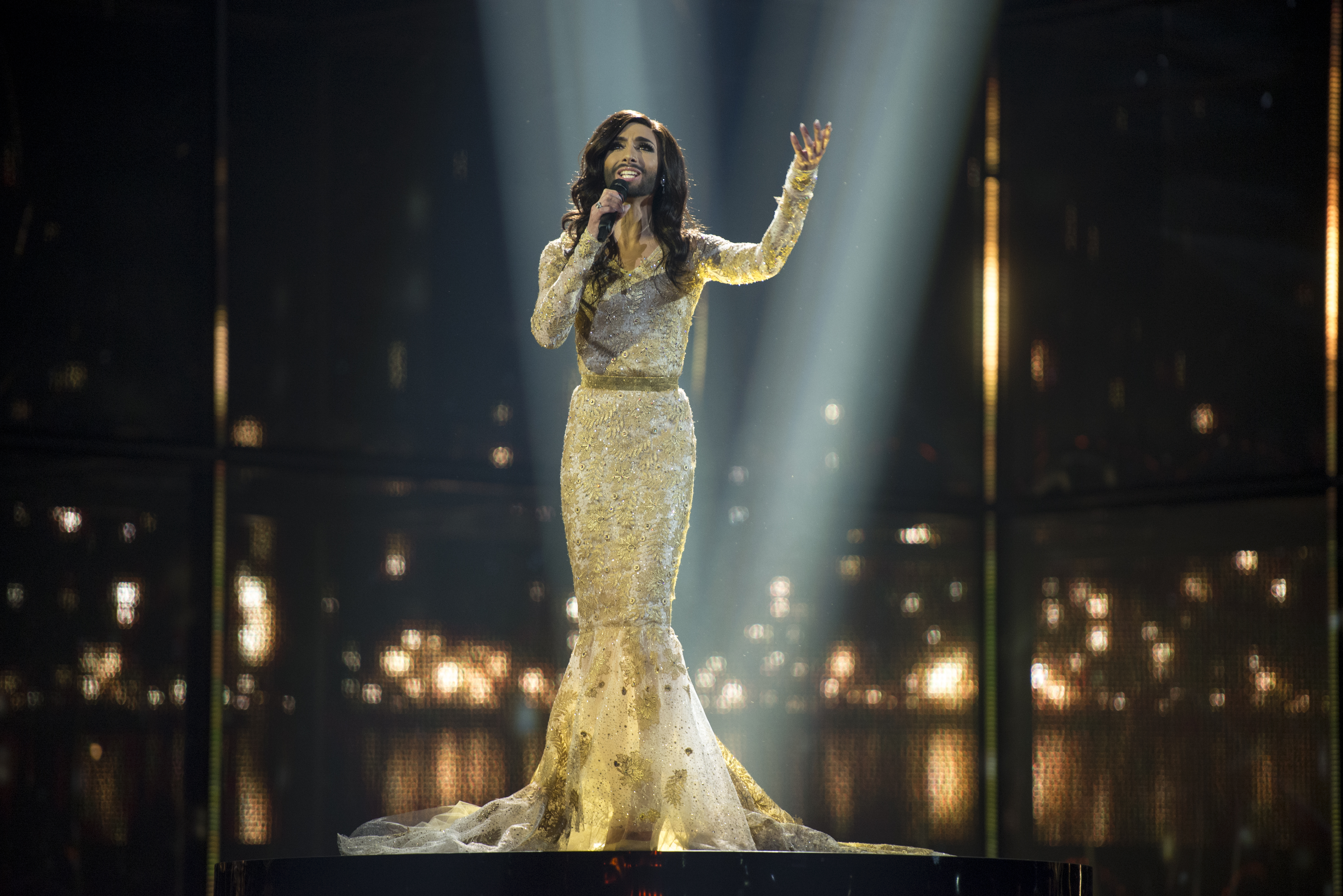
Conchita Wurst beim Eurovision Song Contest 2014 in Kopenhagen

Der Song wurde vom Autorenteam vier Jahre zuvor für ein anderes Projekt geschrieben und nach Anfrage dem österreichischen ESC-Gremium angeboten. Die Musik wurde von der ungarischen Philharmonie Budapest eingespielt. Sämtliche großen Plattenlabels Österreichs lehnten die Veröffentlichung des Songs ab, so dass der ORF den Song am 18. März 2014 selbst auflegte. Das Stück wurde dann ohne Vorentscheidungsshow von der ORF-Enterprise als österreichischer Beitrag für den Eurovision Song Contest in Kopenhagen ausgewählt.
Das dazugehörige Musikvideo hatte am selben Tag Premiere auf YouTube. Kurz darauf folgte der erste Liveauftritt in der Sendung Dancing Stars. Conchita Wurst gewann am 10. Mai 2014 den Eurovision Song Contest mit 290 Punkten, dem sechstbesten Ergebnis in der Geschichte des Wettbewerbs.

## Songtext
Tom Neuwirth bezeichnet seine Jugend als Homosexueller auf dem Land als schwierig. Alexander Zuckowski: „Wir haben [den Song] damals allgemein als Aufforderung gesehen, wieder aufzustehen und nicht aufzugeben, wenn es einmal Gegenwind gibt. Aber dass der Text jetzt durch Conchitas spezielle Geschichte noch eine ganz andere Dimension bekommen hat, finden wir natürlich super“.
Beim Auftritt nach der Siegerehrung änderte Conchita Wurst die letzte Strophe und den letzten Refrain von „I“ auf „We“: „We rise up to the sky / You threw '[u]s down but / We gonna fly […] Once we are transformed / Once we are reborn […]“

## Punktevergaben

ESC 2014: Verteilung der Punkte für Österreich

| Anzahl | Platz | Punkte | Land |
| ------ | ----- | ------ | --- |
| 7×     | 1     | 12     | Finnland (1/1), Griechenland (2/1), Irland (1/3), Italien (3/2), Rumänien (1/2), Schweiz (2/1), Vereinigtes Königreich (2/3) |
| 6×     | 2     | 10     | Georgien (2/-), Israel (2/2), Litauen (1/6), Malta (8/1), Polen (8/1), Slowenien (1/2)                                       |
| 1×     | 3     | 8      | Norwegen (5/3) |
| 1×     | 4     | 7      | Belarus (9/3) |
| 1×     | 5     | 6      | Mazedonien (5/-) |
| 1×     | 7     | 4      | Deutschland (13/1) |

| Anzahl | Platz | Punkte | Land |
| ------ | ----- | ------ | --- |
| 13×    | 1     | 12     | Griechenland (1/2), Niederlande (1/1), Vereinigtes Königreich (3/3), Schweden (1/1), Israel (1/2), Portugal (6/1), Irland (1/3), Finnland (1/1), Spanien (2/2), Belgien (3/3), Italien (3/2), Schweiz (1/1), Slowenien (1/1) |
| 7×     | 2     | 10     | Malta (9/1), Frankreich (4/2), Island (2/3), Norwegen (4/2), Ungarn (8/2), Litauen (1/5), Georgien (-/2) |
| 3×     | 3     | 8      | Dänemark (2/3), Rumänien (7/2), Ukraine (3/5) |
| 2×     | 4     | 7      | Deutschland (11/1), Moldau (4/4) |
| 1×     | 5     | 6      | Lettland (10/5) |
| 2×     | 6     | 5      | Albanien (6/-), Russland (11/3) |
| 1×     | 7     | 4      | Estland (8/8) |
| 1×     | 8     | 3      | Mazedonien (14/5) |
| 1×     | 9     | 2      | Montenegro (17/5) |
| 1×     | 10    | 1      | Aserbaidschan (24/3) |
| 4×     | 11-25 | 0      | Polen (19/4/11), San Marino (14/-/14), Armenien (24/2/14), Belarus (23/4/14) |

## Rezeption
„Das Lied hat den Sound eines der besten James-Bond-Lieder. Die kraftvolle Ballade ist glamourös und elegant und wird so überzeugend interpretiert, wie einst Shirley Bassey ihren Goldfinger sang“, schrieb Thomas Borgmann vom Schweizer CR-Magazin. Nach Aussage des Hamburger Abendblatts wird das Lied in der Interpretation von Conchita Wurst in der Wahrnehmung vieler Zuschauer zu einer Befreiungshymne, einem offenen Eintreten für Toleranz und Freiheit. Österreichs bislang einziger Eurovision-Song-Contest-Gewinner Udo Jürgens, 1966 mit Merci, Chérie erfolgreich, lobte das Lied als „ein[en] gut komponierte[n] Song mit einem schönen musikalischen Bogen“.
Rise like a Phoenix wurde im Jahr 2020 vom Popkulturmagazin The Gap im Rahmen des AustroTOP-Rankings auf Platz 10 der „100 wichtigsten österreichischen Popsongs“ gewählt.

## Kommerzieller Erfolg

### Chartplatzierungen
Rise Like a Phoenix erreichte in Deutschland Position fünf der Singlecharts. In Österreich erreichte die Single Position eins, in der Schweiz Position zwei und im Vereinigten Königreich Position 17 der Single-Charts.
Für Conchita Wurst ist dies der dritte Charterfolg in Österreich, in Deutschland, der Schweiz und im Vereinigten Königreich ist es der erste. Es ist der erste Top-10 und Nummer-eins-Hit in Österreich.
Für Alexander Zuckowski als Komponisten ist Rise Like a Phoenix bereits die 14. Single, die sich in den deutschen Single-Charts platzieren konnte, sowie die achte in Österreich und der Schweiz und die zweite in Großbritannien. In Deutschland ist es der vierte Top-10-Erfolg, in Österreich und der Schweiz jeweils der zweite. In Österreich ist er der erste Nummer-eins-Hit. Zum fünften Mal konnte sich eine Komposition von Zuckowski in allen D-A-CH-Staaten platzieren. Bis heute konnte sich in Deutschland, Österreich, der Schweiz und in Großbritannien keine Single höher in den Charts platzieren.
| ChartsChartplatzierungen     | Höchstplatzierung | Wochen |
| ---------------------------- | ----------------- | ------ |
| Deutschland (GfK)            | 5 (4 Wo.)         | 4      |
| Österreich (Ö3)              | 1 (16 Wo.)        | 16     |
| Schweiz (IFPI)               | 2 (4 Wo.)         | 4      |
| Vereinigtes Königreich (OCC) | 17 (2 Wo.)        | 2      |

| ChartsJahrescharts (2014) | Platzierung |
| ------------------------- | ----------- |
| Österreich (Ö3)           | 19          |

### Auszeichnungen für Musikverkäufe
| Land/Region       | Auszeichnungen für Musikverkäufe (Land/Region, Auszeichnung, Verkäufe) | Verkäufe |
| ----------------- | ---------------------------------------------------------------------- | -------- |
| Österreich (IFPI) | Platin                                                                 | 30.000   |
| Insgesamt         | 1× Platin ·                                                            | 30.000   |